# Ryszard Majdzik
Ryszard Majdzik (ur. 20 lipca 1958 w Skawinie) – polski samorządowiec, członek opozycji antykomunistycznej w czasach PRL, działacz Solidarności 80 oraz Prawa i Sprawiedliwości.

## Życiorys
Wnuk Zygmunta Majdzika, funkcjonariusza Policji Państwowej, zamordowanego w Miednoje w 1940 przez NKWD. Syn Mieczysława Majdzika.
W 1976 ukończył Zespół Szkół Elektryczno-Mechanicznych w Skawinie. W latach 70. działacz opozycji demokratycznej: od 1978 do 1980 współpracownik KSS KOR i SKS. Na początku 1980 przystąpił do Konfederacji Polski Niepodległej, z której wystąpił w lipcu tego samego roku.
Po wprowadzeniu stanu wojennego 13 grudnia 1981, został internowany w Ośrodkach Odosobnienia w Nowym Wiśniczu, Załężu k. Rzeszowa i Kielcach. W latach 80. organizator szeregu protestów i głodówek (m.in. w Elbudzie); wydawca, drukarz i kolporter prasy podziemnej, wielokrotnie aresztowany. W 1989 przeciwnik rozmów Okrągłego Stołu. Od 1990 w NSZZ „Solidarność” 80, przewodniczący Komisji Zakładowej i Komisji Krajowej. W 2001 ukończył liceum ogólnokształcące w Krakowie.
W 2002 z ramienia lokalnego komitetu kandydował na burmistrza miasta i gminy Skawina, zajmując przedostatnie, 6. miejsce. W 2006 bezskutecznie kandydował do rady powiatu krakowskiego z listy Ligi Polskich Rodzin. W 2010 z ramienia lokalnego komitetu został wybrany na radnego gminy Skawina. W 2014 z własnego komitetu uzyskał reelekcję. Kandydował też ponownie na burmistrza, zajmując ostatnie, 4. miejsce.
Wyrokiem Sądu Apelacyjnego z 21 października 2015 otrzymał 150 tys. zł zadośćuczynienia za 10 miesięcy internowania w stanie wojennym. Sąd pierwszej instancji przyznał mu 100 tysięcy złotych zadośćuczynienia. Ryszard Majdzik domagał się od Skarbu Państwa 500 tys. złotych. W 2017 został laureatem nagrody honorowej „Świadek Historii” przyznanej przez Instytut Pamięci Narodowej.
W 2017 rozpoczął studia niestacjonarne z dziennikarstwa i komunikacji społecznej na Uniwersytecie Papieskim Jana Pawła II w Krakowie. W 2018 kandydował w wyborach samorządowych na radnego gminy Skawina z komitetu Prawa i Sprawiedliwości. Zdobył mandat, uzyskując 881 głosów, co przełożyło się na najlepszy wynik w okręgu nr 2 i drugi najlepszy wynik w gminie. W wyborach w 2023 bezskutecznie kandydował do Sejmu z listy PiS. W 2024 odnowił mandat radnego gminy Skawina. Wszedł w skład komitetu wspierającego kandydaturę Karola Nawrockiego na prezydenta RP w wyborach w 2025.
Odznaczony m.in. Krzyżem Kawalerskim Orderu Odrodzenia Polski (2007), Krzyżem Semper Fidelis (2009), Medalem „Niezłomnym w Słowie” (2011) oraz Krzyżem Wolności i Solidarności (2015), Medalem „Pro Patria” (2016), Krzyżem Oficerskim Orderu Odrodzenia Polski (2016) oraz Medalem „Pro Bono Poloniae” (2018).